# Philocaenus bakeri
Philocaenus bakeri is een vliesvleugelig insect uit de familie Pteromalidae. De wetenschappelijke naam is voor het eerst geldig gepubliceerd in 1994 door van Noort.